# Elite Ice Hockey League 2006/07
Die Saison 2006/07 war die vierte Spielzeit der Elite Ice Hockey League, der höchsten britischen Eishockeyspielklasse. Erster der regulären Saison und somit Britischer Meister wurden die Coventry Blaze, während sich die Nottingham Panthers in den Playoffs durchsetzten.

## Modus
In der Regulären Saison absolvierte jede der zehn Mannschaften insgesamt 54 Spiele. Der Erstplatzierte wurde Britischer Meister. Die acht bestplatzierten Mannschaften qualifizierten sich für die Playoffs, in denen der Playoff-Sieger ausgespielt wurde. Für einen Sieg nach regulärer Spielzeit und nach Overtime erhielt jede Mannschaft zwei Punkte, für eine Niederlage nach Overtime einen Punkt und für eine Niederlage nach der regulären Spielzeit null Punkte.

## Reguläre Saison

### Tabelle
|     | Klub                | Sp | S  | OTS | OTN | N  | Tore    | Punkte |
| --- | ------------------- | -- | -- | --- | --- | -- | ------- | ------ |
| 1.  | Coventry Blaze      | 54 | 31 | 5   | 3   | 15 | 186:129 | 75     |
| 2.  | Belfast Giants      | 54 | 27 | 7   | 3   | 17 | 192:151 | 71     |
| 3.  | Cardiff Devils      | 54 | 22 | 10  | 5   | 17 | 175:152 | 69     |
| 4.  | Sheffield Steelers  | 54 | 26 | 4   | 8   | 16 | 163:154 | 68     |
| 5.  | Nottingham Panthers | 54 | 25 | 4   | 8   | 17 | 182:149 | 66     |
| 6.  | Manchester Phoenix  | 54 | 21 | 5   | 6   | 22 | 185:184 | 58     |
| 7.  | Basingstoke Bison   | 54 | 21 | 2   | 6   | 25 | 160:185 | 52     |
| 8.  | Newcastle Vipers    | 54 | 22 | 2   | 1   | 29 | 151:168 | 49     |
| 9.  | Hull Stingrays      | 54 | 15 | 3   | 3   | 33 | 114:174 | 39     |
| 10. | Edinburgh Capitals  | 54 | 14 | 4   | 3   | 33 | 160:222 | 39     |

Sp = Spiele, S = Siege, U = Unentschieden, N = Niederlagen, OTS = Overtime-Siege, OTN = Overtime-Niederlage, SOS = Penalty-Siege, SON = Penalty-Niederlage

## Playoffs

### Viertelfinale
- Newcastle Vipers – Coventry Blaze 1:0/3:5 n. P.
- Cardiff Devils – Manchester Phoenix 3:1/1:2
- Belfast Giants – Basingstoke Bison 3:1/5:3
- Nottingham Panthers – Sheffield Steelers 4:2/2:3 n. P.

### Halbfinale
- Coventry Blaze – Cardiff Devils 2:3
- Belfast Giants – Nottingham Panthers 1:2 n. P.

### Finale
- Cardiff Devils – Nottingham Panthers 1:2 n. P.